# Зенитно-ракетен комплекс с морско базиране
Зенитно-ракетен комплекс с морско базиране е комплекс от функционално свързани бойни и технически средства, поставен на кораб, осигуряващ решаването на задачите по борбата със средствата за въздушно-космическо нападение на противника.

## История
Разработката на първите ЗРК с морско базиране започва да се осъществява в началото на 1940-те години. Първите от тях постъпват на въоръжение в американския ВМФ. Проблемът за защитата от въздушни нападения на бойните ескадри и авионосните съединения стои остро още от времето на Втората световна война когато самолетите носещи бомби и торпеда се проявяват като най-грозното оръжие против големите надводни кораби. С разработването на управляемите ракети се появява възможност да се построи пълноценна система за ПВО на корабите без да се прибягва към масирано авиационно прикритие с помощта на изтребители, което е напълно осъществимо в авионосните групи, но не е реализируемо за отделните кораби и неголемите ескадри.
Разработката на корабни зенитни ракетни комплекси за ВМС на САЩ започва в годините на Втората световна война. Още през 1944 г. започва малосерийното производство на зенитните управляеми ракети (ЗУР) KAN-1 с радиокомандна система за насочване, ограничено използвани в боевете за Окинава. В периода 1945 – 1947 г. компанията „Феърчайлд“ разработва зенитния комплекс XSAM-N-2, серийното производство на който започва през 1949 г. Въпреки това и тази система фактически си остава експериментална и за първия боен ЗРК на американския флот, по право, се счита комплекса „Териер“.
Към създаването на комплекса фирмата „Конвеър“ пристъпва през 1949 г. В качеството на способ за насочване на ракетите разработчиците избират метода на „три точки“, който изисква непрекъснато следене на ракетите и целта с лъча на РЛС. Ракетата е двуступенна, двигателите и на двете степени са твърдогоривни. Пусковата установка е сдвоена, релсов тип.
С появата на противокорабните ракети, развитието на ЗРК получава нов импулс. Унищожаването на носителите на тези ракети преди това те да осъществят пуск на своето оръжие е практически неразрешима задача, тъй като пускът на ЗУР може да стане на десетки и даже стотици километра от целта, а времето за реакция на ЗРК не е голямо. При това, скорострелните артилерийски зенитни системи основани на малокалибрени автоматични оръдия са неефективни на далечини над 2 – 4 км, те имат доста голямо разсейване на снарядите, скоростта на зенитните ракети (300 – 500 м/c) практически не оставя на артилерийските системи време за насочване на оръдията даже по единични цели. За това, практически единственият действен способ да се съхранят корабите става ракетното прихващане. Именно това и договорът за ПРО водят до това, че еволюцията на системите на ЗРК от чисто зенитни към универсални води до създаването на ЗРК с морско базиране „Аеджис“, която според някои оценки (със ЗУР тип SM-6) е способен да се бори с всички класове въздушни цели, включая балистичните.

## Класификация
Според далечина на стрелбата
- За близко действие
- С малък обхват
- Със среден обхват
- С голям обхват

Според способа за насочване
- С радиокомандно управление на ракетата
- С насочване на ракетата по радиолъч (с подсветка на целта) – полуактивна ГСН
- Със самонасочване на ракетата – активна ГСН

## Състав
В състава на ЗРК в общия случай влизат
- средствата за разузнаване на въздушния противник
- средствата за автоматично съпровождане на въздушната цел (може да се намира на самата ракета)
- пускова установка за зенитни управляеми ракети (ЗУР)
- средства за управление на ракетата (може да се намира на самата ракета – при самонасочване)
- средства за автоматично съпровождане на ракетата (за самонасочващите се ракети не е необходима)
- зенитни управляеми ракети
- средства за транспортиране на ЗУР и зареждането им на пусковата установка
- средства за функционален контрол на оборудването

## Способи и методи за насочване наЗУР

### Способи за насочване
1. Телеуправление първи род
— Станцията за съпровождане на целите се намира на земята
— Летящата ЗУР се съпровожда от станция за визиране на ракетата
— Необходимият маньовър се изчислява от наземен изчислително-решаващ прибор
— На ракетата се предават команди за управление, които се преобразуват от автопилот в управляващи сигнали за рулите
2. Телеуправление втори род
— Станцията за съпровождане на целите се намира на борда на ЗУР и координатите на целта относително ракетата се предават на земята
— Летящата ЗУР се съпровожда от станция за визиране на ракетата
— Необходимият маньовър се изчислява от наземен изчислително-решаващ прибор
— На ракетата се предават команди за управление, които се преобразуват от автопилот в управляващи сигнали за рулите
3. Теленасочване по лъч
— Станцията за съпровождане на целите се намира на земята
— Наземната станция за насочване на ракетата създава в пространството електромагнитно поле с равносигнално направление, съответстващо на направлението на целта
— Изчислително-решаващия прибор се намира на борда на ЗУР и изработва команди за автопилота, осигуряващо полет на ракетата надлъжно на равносигналното направление
4. Самонасочване
— Станцията за съпровождане на целите се намира на борда на ЗУР
— Изчислително-решаващия прибор се намира на борда на ЗУР и генерира команди за автопилота, осигуряващи сближаването на ЗУР с целта
Самонасочването се подразделя на
- активно – ако ЗУР използва активен метод за локализация на целта: излъчва сондиращи импулси;
- полуактивно – ако целта се облъчва от наземна РЛС за подсветка, а ЗУР приема ехо-сигнала;
- пасивно – ако ЗУР локира целта по нейното собствено излъчване (топлинна следа, работеща бордова РЛС и т.н.) или от контраста на фона на небето (оптически, топлинен и т.н.).

### Методи за насочване
Двуточкови методи – насочването се осъществява на основание координатите, скоростта и ускорението на целта в системата координати на ракетата.
Използва се при телеуправлението от 2-ри род и самонасочването.
- Метод на пропорционалното сближаване – векторът на скоростта на ЗУР е насочен към целта.
- Метод на прякото насочване – векторът на ускорението на ЗУР (оста на ракетата) е насочен към целта – този метод дава по-малко извита траектория, отколкото предходния, на голямо разстояние от целта и по-извита на малко.

Триточкови методи – насочването се осъществява на основание координатите, скоростите и ускоренията на целта и ракетата в системата координати на наземна РЛС.
Използва при телеуправлението от 1-ви род и теленасочването.
- Метод на трите точки – ракетата се намира на линията на визиране на целта.
- Метод на трите точки с параметър – ракетата се намира на линия, изпреварващ линията на визиране с ъгъл, зависещ от разликите на далечините на ракетата и целта

## ЗРК на въоръжение въвВоенноморския флот на Русия
Руските зенитно-ракетни комплекси с морско базиране са представени от такива системи като:
- „Шторм“,
- „Ураган“,
- „Штиль“,
- „Оса-М“,
- „Кортик“,
- „Кинжал“,
- „Каштан“.
- С-300Ф „Форт“